# Drużynowy Puchar Świata na Żużlu 2007
Drużynowy Puchar Świata 2007 – siódma edycja turnieju, mająca na celu wyłonić najlepszą żużlową reprezentację świata – Drużynowego Mistrza Świata. Złotego medalu bronili Duńczycy.

## Terminarz
| Data / wyniki   | Miejsce    |
| Eliminacje      | Eliminacje |
| --------------- | ---------- |
| 27 maja 2007    | Abensberg  |
| 10 czerwca 2007 | Lonigo     |
| Półfinały       |            |
| 14 lipca 2007   | Vojens     |
| 16 lipca 2007   | Coventry   |
| Baraż           |            |
| 19 lipca 2007   | Leszno     |
| Finał           |            |
| 21 lipca 2007   | Leszno     |

## Eliminacje
W eliminacjach wystartowały zespoły, które w poprzedniorocznym DPŚ zajęły 7. i 8. miejsce (Finlandia i Czechy) oraz inne reprezentacje, które zgłosiły się do rozgrywek.

### Abensberg (1)
27 maja 2007 – Abensberg (Niemcy)
| \| Msc \| \| Drużyna / Zawodnik \| Biegi \| Punkty \| \| --- \| ------------------------------------------------------------------------------------------------------- \| ----------------------------------------------------------- \| --------------- \| ------ \| \| 1 \| \| Finlandia (SML) \| Finlandia (SML) \| 43 \| \| 1 \| (1) Kai Laukkanen (2) Joonas Kylmäkorpi (3) Kauko Nieminen (4) Juha Hautamaeki (5) Tero Aarnio \| (3,3,2,3,3) (3,2,2,3,3) (0,3,0,2,3) (2,2,1,0,1) (d,1,1,0,0) \| 14 13 8 6 2 \| \| \| 2 \| \| Niemcy (DMSB) \| Niemcy (DMSB) \| 40 \| \| 2 \| (1) Martin Smolinski (2) Thomas Stange (3) Christian Hefenbrock (4) Tobias Kroner (5) Mathias Schultz \| (3,3,3,2,2) (d,2,3,2,2) (3,2,1,2,1) (d,1,1,3,w) (1,0,2,1,w) \| 13 9 5 4 \| \| \| 3 \| \| Łotwa (LaMSF) \| Łotwa (LaMSF) \| 37 \| \| 3 \| (1) Ķasts Puodžuks (2) Maksims Bogdanovs (3) Vjačeslavs Giruckis (4) Leonid Paura (5) Aleksander Iwanow \| (2,3,2,1,3,3) (3,1,2,1,2) (2,1,3,1,w) (1,1,0,2,2) (0,w,0,1) \| 14 9 7 6 1 \| \| \| 4 \| \| Słowenia (AMZS) \| Słowenia (AMZS) \| 29 \| \| 4 \| (1) Matej Žagar (2) Izak Šantej (3) Denis Stojs (4) Jernej Kolenko (5) Maks Gregoric \| (2,3,3,3,3,2) (1,2,1,0,1,3) (2,0,0,1) (1,0,0,0,1) (0,0,0,0) \| 16 8 3 2 0 \| \| | Bieg po biegu: 1. Smolinski, Žagar, Paura, Nieminen 2. Hefenbrock, Hautamäki, Kolenko, Ivanovs 3. Kylmäkorpi, Giruckis, Šantej, Kroner (d) 4. Laukkanen, Puodzuks, Schultz, Gregorič 5. Bogdanovs, Štojs, Stange (d), Aarnio (w/u) 6. Žagar, Kylmäkorpi, Bogdanovs, Schultz 7. Laukkanen, Stange, Paura, Kolenko 8. Smolinski, Šantej, Aarnio, Ivanovs (u) 9. Nieminen, Hefenbrock, Giruckis, Gregorič 10. Puodzuks, Hautamäki, Kroner, Štojs 11. Žagar, Laukkanen, Kroner, Ivanovs 12. Giruckis, Schultz, Aarnio, Kolenko 13. Stange, Puodzuks, Šantej, Nieminen 14. Smolinski, Bogdanovs, Hautamäki, Gregorič 15. Žagar, Kylmäkorpi, Hefenbrock, Paura 16. Žagar, Stange, Giruckis, Hautamäki 17. Kylmäkorpi, Smolinski, Puodzuks, Kolenko 18. Laukkanen, Hefenbrock, Bogdanovs, Šantej 19. Kroner, Paura, Šantej, Aarnio 20. Puodzuks, Nieminen, Schultz, Štojs 21. Puodzuks, Žagar, Hefenbrock, Aarnio 22. Nieminen, Bodganovs, Kolenko, Kroner (w/u) 23. Šantej, Paura, Hautamäki, Schultz (w/u) 24. Kylmäkorpi, Stange, Ivanovs, Gregorič 25. Laukkanen, Smolinski, Štojs, Giruckis (w/u) |                                                             |                 |        |
| Msc | | Drużyna / Zawodnik                                          | Biegi           | Punkty |
| 1 | | Finlandia (SML)                                             | Finlandia (SML) | 43     |
| 1 | (1) Kai Laukkanen (2) Joonas Kylmäkorpi (3) Kauko Nieminen (4) Juha Hautamaeki (5) Tero Aarnio | (3,3,2,3,3) (3,2,2,3,3) (0,3,0,2,3) (2,2,1,0,1) (d,1,1,0,0) | 14 13 8 6 2     |        |
| 2 | | Niemcy (DMSB)                                               | Niemcy (DMSB)   | 40     |
| 2 | (1) Martin Smolinski (2) Thomas Stange (3) Christian Hefenbrock (4) Tobias Kroner (5) Mathias Schultz | (3,3,3,2,2) (d,2,3,2,2) (3,2,1,2,1) (d,1,1,3,w) (1,0,2,1,w) | 13 9 5 4        |        |
| 3 | | Łotwa (LaMSF)                                               | Łotwa (LaMSF)   | 37     |
| 3 | (1) Ķasts Puodžuks (2) Maksims Bogdanovs (3) Vjačeslavs Giruckis (4) Leonid Paura (5) Aleksander Iwanow | (2,3,2,1,3,3) (3,1,2,1,2) (2,1,3,1,w) (1,1,0,2,2) (0,w,0,1) | 14 9 7 6 1      |        |
| 4 | | Słowenia (AMZS)                                             | Słowenia (AMZS) | 29     |
| 4 | (1) Matej Žagar (2) Izak Šantej (3) Denis Stojs (4) Jernej Kolenko (5) Maks Gregoric | (2,3,3,3,3,2) (1,2,1,0,1,3) (2,0,0,1) (1,0,0,0,1) (0,0,0,0) | 16 8 3 2 0      |        |

### Lonigo (2)
10 czerwca 2007 – Lonigo (Włochy)
| \| Msc \| \| Drużyna / Zawodnik \| Biegi \| Punkty \| \| --- \| ---------------------------------------------------------------------------------------------------------- \| ----------------------------------------------------------------- \| ------------- \| ------ \| \| 1 \| \| Rosja (MFR) \| Rosja (MFR) \| 59 \| \| 1 \| (1) Dienis Gizatullin (2) Roman Poważny (3) Emil Sajfutdinow (4) Roman Iwanow (5) Rienat Gafurow \| (2,1,3,3,3) (3,2,3,2,2) (3,3,3,3,3) (3,2,1,1,2) (2,3,2,3,1) \| 12 15 9 11 \| \| \| 2 \| \| Czechy (ACCR) \| Czechy (ACCR) \| 46 \| \| 2 \| (1) Aleš Dryml (2) Luboš Tomíček (3) Lukáš Dryml (4) Zdeněk Simota (5) Josef Franc \| (3,3,1,w,3) (2,d,2,1,2) (2,3,3,d,2,3) (2,1,2,2,2) (3,2,0,-,2) \| 10 7 13 9 7 \| \| \| 3 \| \| Włochy (FMI) \| Włochy (FMI) \| 31 \| \| 3 \| (1) Andrea Maida (2) Mattia Carpanese (3) Marco Gregnanin (4) Guglielmo Franchetti (5) Alessandro Milanese \| (1,t,2,w,-) (1,2,2,3,3,1) (w,0,3,2,1,1) (t,1,1,3,2,1) (0,1,0,-,-) \| 3 12 7 8 1 \| \| \| 4 \| \| Węgry (MAMS) \| Węgry (MAMS) \| 12 \| \| 4 \| (1) Sándor Tihanyi (2) Zsolt Bencze (3) Norbert Magosi (4) Attila Stefani (5) József Tabaka \| (0,0,0,1,0) (0,0,-,1,0,0) (1,2,1,d,0) (t,0,1,1,-) (1,3,0,0,0,0 \| 1 4 2 4 \| \| | Bieg po biegu: 1. A. Dryml, Gizatullin, Maida, Tihanyi 2. Poważny, Tomiček, Carpanese, Bencze 3. Sajfutdinow, L. Dryml, Magosi, Gregnanin (w) 4. Ivanov, Simota, Franchetti (t), Stefáni (t) 5. Franc, Gafurov, Tabaka, Milanese 6. Sajfutdinow, Franc, Franchetti, Tihanyi 7. A. Dryml, Ivanov, Milanese, Bencze 8. Gafurov, Magosi, Tomiček (d), Maida (t) 9. L. Dryml, Carpanese, Gizatullin, Stefáni 10. Tabaka, Poważny, Simota, Gregnanin 11. Gregnanin, Tomiček, Ivanov, Tihanyi 12. L. Dryml, Gafurov, Franchetti, Tabaka 13. Gizatullin, Simota, Magosi, Milanese 14. Poważny, Maida, Stefáni, Franc 15. Sajfutdinow, Carpanese, A.Dryml, Tabaka 16. Franchetti, Poważny, Tihanyi, L. Dryml (d) 17. Sajfutdinow, Simota, Bencze, Maida (w) 18. Carpanese, L.Dryml, Ivanov, Magosi (d) 19. Gafurov, Gregnanin, Stefáni, A. Dryml (w) 20. Gizatullin, Franchetti, Tomiček, Tabaka 21. Carpanese, Simota, Gafurov, Tihanyi 22. Gizatullin, Franc, Gregnanin, Bencze 23. A. Dryml, Poważny, Franchetti, Magosi 24. Sajfutdinow, Tomiček, Carpanese, Bencze 25. L. Dryml, Ivanov, Gregnanin, Tabaka |                                                                   |               |        |
| Msc | | Drużyna / Zawodnik                                                | Biegi         | Punkty |
| 1 | | Rosja (MFR)                                                       | Rosja (MFR)   | 59     |
| 1 | (1) Dienis Gizatullin (2) Roman Poważny (3) Emil Sajfutdinow (4) Roman Iwanow (5) Rienat Gafurow | (2,1,3,3,3) (3,2,3,2,2) (3,3,3,3,3) (3,2,1,1,2) (2,3,2,3,1)       | 12 15 9 11    |        |
| 2 | | Czechy (ACCR)                                                     | Czechy (ACCR) | 46     |
| 2 | (1) Aleš Dryml (2) Luboš Tomíček (3) Lukáš Dryml (4) Zdeněk Simota (5) Josef Franc | (3,3,1,w,3) (2,d,2,1,2) (2,3,3,d,2,3) (2,1,2,2,2) (3,2,0,-,2)     | 10 7 13 9 7   |        |
| 3 | | Włochy (FMI)                                                      | Włochy (FMI)  | 31     |
| 3 | (1) Andrea Maida (2) Mattia Carpanese (3) Marco Gregnanin (4) Guglielmo Franchetti (5) Alessandro Milanese | (1,t,2,w,-) (1,2,2,3,3,1) (w,0,3,2,1,1) (t,1,1,3,2,1) (0,1,0,-,-) | 3 12 7 8 1    |        |
| 4 | | Węgry (MAMS)                                                      | Węgry (MAMS)  | 12     |
| 4 | (1) Sándor Tihanyi (2) Zsolt Bencze (3) Norbert Magosi (4) Attila Stefani (5) József Tabaka | (0,0,0,1,0) (0,0,-,1,0,0) (1,2,1,d,0) (t,0,1,1,-) (1,3,0,0,0,0    | 1 4 2 4       |        |

## Półfinały
Po raz czwarty turniej finałowy DPŚ składa się z ośmiu drużyn narodowych. Podobnie jak przed rokiem, półfinały zostaną rozegrane na terenie krajów startujących w tych półfinałach (Dania i Wielka Brytania) a baraż i finał na terenie innego (Polska).
Zwycięzcy półfinałów awansują do finału. Drużyny z 2. i 3. miejsca w półfinale pojadą w barażu, z którego dwie reprezentacje uzupełnią skład finałowy.

### Składy drużyn
Podstawowe piątki w kolejności alfabetycznej
| Australia - Leigh Adams (kapitan) - Jason Crump - Chris Holder - Rory Schlein - Ryan Sullivan - Davey Watt (rezerwowy) Menedżer: Craig Boyce                                | Dania - Hans Andersen (kapitan) - Kenneth Bjerre - Niels Kristian Iversen - Bjarne Pedersen - Nicki Pedersen - Jesper B. Jensen (rezerwowy) Menedżer: Jan Stæchmann | Finlandia - Tero Aarnio - Juha Hautamaki - Joonas Kylmäkorpi - Kai Laukkanen (kapitan) - Kauko Nieminen - Rene Lehtinen (rezerwowy) Menedżer: Yrjö Laukkanen                            | Polska - Tomasz Gollob (kapitan) - Jarosław Hampel - Rune Holta - Krzysztof Kasprzak - Grzegorz Walasek - Damian Baliński (rezerwowy) Menedżer: Szczepan Bukowski                        |
| Rosja - Dienis Gizatullin (kapitan) - Rienat Gafurow - Roman Iwanow - Roman Poważny - Emil Sajfutdinow - Siergiej Darkin - Daniił Iwanow (rezerwowy) Menedżer: Andrey Savin | Stany Zjednoczone - Greg Hancock (kapitan) - Tommy Hedden - Billy Janniro - Chris Kerr - Charlie Venegas - Matt Browne (rezerwowy) Menedżer: David Joiner           | Szwecja - Jonas Davidsson - Andreas Jonsson (kapitan) - Peter Karlsson (kapitan) - Antonio Lindbäck - Fredrik Lindgren - Mikael Max - Magnus Karlsson (rezerwowy) Menedżer: Mats Olsson | Wielka Brytania - Chris Harris - Edward Kennett - Scott Nicholls (kapitan) - Lee Richardson - Simon Stead - David Howe (rezerwowy) - Oliver Allen (rezerwowy) Menedżer: Neil Middleditch |

### Vojens (1)
14 lipca 2007 –  Vojens
| \| Msc \| \| Drużyna / Zawodnik \| Biegi \| Punkty \| \| --- \| --------------------------------------------------------------------------------------------------------------------------- \| ----------------------------------------------------------------- \| ---------------- \| ------ \| \| 1 \| \| Dania (DMU) \| Dania (DMU) \| 60 \| \| 1 \| (1) Nicki Pedersen (2) Niels Kristian Iversen (3) Hans Andersen (4) Kenneth Bjerre (5) Bjarne Pedersen (6) Jesper B. Jensen \| (2,3,2,3,3) (3,2,1,3,2) (3,1,3,3,2) (2,3,3,1,2) (1,3,3,3,3) NS \| 13 11 12 11 13 – \| \| \| 2 \| \| Polska (PZM) \| Polska (PZM) \| 44 \| \| 2 \| (1) Tomasz Gollob (2) Jarosław Hampel (3) Rune Holta (4) Grzegorz Walasek (5) Krzysztof Kasprzak (6) Damian Baliński \| (1,2,1,2,0) (0,1,-,2,3) (2,0,1,2,3) (3,3,4J,1,2,2) (2,2,2,3,0) NS \| 6 8 15 9 – \| \| \| 3 \| \| Australia (MA) \| Australia (MA) \| 39 \| \| 3 \| (1) Jason Crump (2) Chris Holder (3) Rory Schlein (4) Ryan Sullivan (5) Leigh Adams (6) Davey Watt \| (3,2,3,1,1) (1,1,-,2,1) (1,1,w,1,1) (0,3,0,1,3) (3,1,3,4J,1,1) NS \| 10 5 4 7 13 – \| \| \| 4 \| \| Finlandia (SML) \| Finlandia (SML) \| 11 \| \| 4 \| (1) Juha Hautamäki (2) Joonas Kylmäkorpi (3) Kauko Nieminen (4) Kai Laukkanen (5) Tero Aarnio (6) Rene Lehtinen \| (0,0,1,0,0) (2,0,2,0,2) (0,0,0,0,1) (1,2,0J,0,0) (0,0,0,0,0) NS \| 1 6 1 3 0 – \| \| | Bieg po biegu: 1. Crump, N. Pedersen, Gollob, Hautamäki 2. Iversen, Kylmäkorpi, Holder, Hampel 3. Andersen, Holta, Schlein, Nieminen 4. Walasek, Bjerre, Laukkanen, Sullivan 5. Adams, Kasprzak, B. Pedersen, Aarnio 6. Sullivan, Kasprzak, Andersen, Hautamäki 7. Bjerre, Gollob, Adams, Kylmäkorpi 8. B. Pedersen, Crump, Hampel, Nieminen 9. N. Pedersen, Laukkanen, Holder, Holta 10. Walasek, Iversen, Schlein, Aarnio 11. Bjerre, Walasek (J), Hautamäki, Schlein (w) 12. B. Pedersen, Kylmäkorpi, Holta, Sullivan 13. Adams, N. Pedersen, Walasek, Nieminen 14. Crump, Kasprzak, Iversen, Laukkanen (J) 15. Andersen, Adams (J), Gollob, Aarnio 16. Iversen, Holta, Adams, Hautamäki 17. Andersen, Walasek, Crump, Kylmäkorpi 18. Kasprzak, Holder, Bjerre, Nieminen 19. B. Pedersen, Gollob, Schlein, Laukkanen 20. N. Pedersen, Hampel, Sullivan, Aarnio 21. B. Pedersen, Walasek, Holder, Hautamäki 22. N. Pedersen, Kylmäkorpi, Schlein, Kasprzak 23. Sullivan, Iversen, Nieminen, Gollob 24. Hampel, Andersen, Adams, Laukkanen 25. Holta, Bjerre, Crump, Aarnio |                                                                   |                  |        |
| Msc | | Drużyna / Zawodnik                                                | Biegi            | Punkty |
| 1 | | Dania (DMU)                                                       | Dania (DMU)      | 60     |
| 1 | (1) Nicki Pedersen (2) Niels Kristian Iversen (3) Hans Andersen (4) Kenneth Bjerre (5) Bjarne Pedersen (6) Jesper B. Jensen | (2,3,2,3,3) (3,2,1,3,2) (3,1,3,3,2) (2,3,3,1,2) (1,3,3,3,3) NS    | 13 11 12 11 13 – |        |
| 2 | | Polska (PZM)                                                      | Polska (PZM)     | 44     |
| 2 | (1) Tomasz Gollob (2) Jarosław Hampel (3) Rune Holta (4) Grzegorz Walasek (5) Krzysztof Kasprzak (6) Damian Baliński | (1,2,1,2,0) (0,1,-,2,3) (2,0,1,2,3) (3,3,4J,1,2,2) (2,2,2,3,0) NS | 6 8 15 9 –       |        |
| 3 | | Australia (MA)                                                    | Australia (MA)   | 39     |
| 3 | (1) Jason Crump (2) Chris Holder (3) Rory Schlein (4) Ryan Sullivan (5) Leigh Adams (6) Davey Watt | (3,2,3,1,1) (1,1,-,2,1) (1,1,w,1,1) (0,3,0,1,3) (3,1,3,4J,1,1) NS | 10 5 4 7 13 –    |        |
| 4 | | Finlandia (SML)                                                   | Finlandia (SML)  | 11     |
| 4 | (1) Juha Hautamäki (2) Joonas Kylmäkorpi (3) Kauko Nieminen (4) Kai Laukkanen (5) Tero Aarnio (6) Rene Lehtinen | (0,0,1,0,0) (2,0,2,0,2) (0,0,0,0,1) (1,2,0J,0,0) (0,0,0,0,0) NS   | 1 6 1 3 0 –      |        |

### Coventry (2)
16 lipca 2007 –  Coventry
| \| Msc \| \| Drużyna / Zawodnik \| Biegi \| Punkty \| \| --- \| -------------------------------------------------------------------------------------------------------------------- \| --------------------------------------------------------------------- \| ----------------------- \| ------ \| \| 1 \| \| Wielka Brytania (ACU) \| Wielka Brytania (ACU) \| 60 \| \| 1 \| (1) Lee Richardson (2) Simon Stead (3) Edward Kennett (4) Chris Harris (5) Scott Nicholls (6) Oliver Allen \| (0,3,3,2,3) (2,3,2,2,1) (3,2,1,3,1) (3,3,3,2,3) (3,3,3,3,3) NS \| 11 10 14 15 – \| \| \| 2 \| \| Szwecja (SVEMO) \| Szwecja (SVEMO) \| 49 \| \| 2 \| (1) Fredrik Lindgren (2) Peter Karlsson (3) Antonio Lindbäck (4) Mikael Max (5) Jonas Davidsson (6) Magnus Karlsson \| (1,2,3,1,2,3) (3,1,0,3,2) (2,u,-,-,-) (2,1,2,2,1) (2,3,6J,3,2) (0,2) \| 12 9 2 8 16 2 \| \| \| 3 \| \| Rosja (MFR) \| Rosja (MFR) \| 27 \| \| 3 \| (1) Dienis Gizatullin (2) Siergiej Darkin (3) Emil Sajfutdinow (4) Roman Iwanow (5) Rienat Gafurow (6) Daniił Iwanow \| (2,1,2,3,1,2) (1,0,1,-,-) (0,2,2J,w,2) (1,1,1,1,0) (1,d,0,1,-) (1,1) \| 11 2 6 4 2 \| \| \| 4 \| \| Stany Zjednoczone (AMA) \| Stany Zjednoczone (AMA) \| 20 \| \| 4 \| (1) Greg Hancock (2) Charlie Venegas (3) Chris Kerr (4) Tommy Hedden (5) Billy Janniro (6) Matt Browne \| (3,2,4J,2,1,3) (0,0,0,-,0) (1,1,w,w,0,0) (0,0,-,-,0) (0,2,1,0,w,0) NS \| 15 0 2 0 3 – \| \| | |                                                                       |                         |        |
| Msc | | Drużyna / Zawodnik                                                    | Biegi                   | Punkty |
| 1 | | Wielka Brytania (ACU)                                                 | Wielka Brytania (ACU)   | 60     |
| 1 | (1) Lee Richardson (2) Simon Stead (3) Edward Kennett (4) Chris Harris (5) Scott Nicholls (6) Oliver Allen           | (0,3,3,2,3) (2,3,2,2,1) (3,2,1,3,1) (3,3,3,2,3) (3,3,3,3,3) NS        | 11 10 14 15 –           |        |
| 2 | | Szwecja (SVEMO)                                                       | Szwecja (SVEMO)         | 49     |
| 2 | (1) Fredrik Lindgren (2) Peter Karlsson (3) Antonio Lindbäck (4) Mikael Max (5) Jonas Davidsson (6) Magnus Karlsson  | (1,2,3,1,2,3) (3,1,0,3,2) (2,u,-,-,-) (2,1,2,2,1) (2,3,6J,3,2) (0,2)  | 12 9 2 8 16 2           |        |
| 3 | | Rosja (MFR)                                                           | Rosja (MFR)             | 27     |
| 3 | (1) Dienis Gizatullin (2) Siergiej Darkin (3) Emil Sajfutdinow (4) Roman Iwanow (5) Rienat Gafurow (6) Daniił Iwanow | (2,1,2,3,1,2) (1,0,1,-,-) (0,2,2J,w,2) (1,1,1,1,0) (1,d,0,1,-) (1,1)  | 11 2 6 4 2              |        |
| 4 | | Stany Zjednoczone (AMA)                                               | Stany Zjednoczone (AMA) | 20     |
| 4 | (1) Greg Hancock (2) Charlie Venegas (3) Chris Kerr (4) Tommy Hedden (5) Billy Janniro (6) Matt Browne               | (3,2,4J,2,1,3) (0,0,0,-,0) (1,1,w,w,0,0) (0,0,-,-,0) (0,2,1,0,w,0) NS | 15 0 2 0 3 –            |        |

## Baraż
W zawodach barażowych startują drużyny, które w półfinałach zajęły drugie i trzecie miejsca. Dwie najlepsze reprezentacje z barażu awansują do finału.

### Leszno (baraż)
19 lipca – Leszno  Polska
| \| Msc \| \| Drużyna / Zawodnik \| Biegi \| Punkty \| \| --- \| -------------------------------------------------------------------------------------------------------------------- \| ----------------------------------------------------------------- \| --------------- \| ------ \| \| 1 \| \| Australia (MA) \| Australia (MA) \| 53 \| \| 1 \| (1) Ryan Sullivan (2) Chris Holder (3) Leigh Adams (4) Rory Schlein (5) Jason Crump (6) Davey Watt \| (3,1,2,3,3) (2,3,1,1,1) (3,3,1,3,3) (1,1,1,1,2) (3,2,3,3,3) NS \| 12 8 13 6 14 – \| \| \| 2 \| \| Polska (PZM) \| Polska (PZM) \| 52 \| \| 2 \| (1) Tomasz Gollob (2) Damian Baliński (3) Jarosław Hampel (4) Grzegorz Walasek (5) Krzysztof Kasprzak (6) Rune Holta \| (1,2,3,3,2) (3,2,2,2,1) (2,1,3,3,3) (0,2,3,2,2) (1,1,3,2,3) NS \| 11 10 12 9 10 – \| \| \| 3 \| \| Szwecja (SVEMO) \| Szwecja (SVEMO) \| 40 \| \| 3 \| (1) Jonas Davidsson (2) Andreas Jonsson (3) Mikael Max (4) Fredrik Lindgren (5) Peter Karlsson (6) Sebastian Alden \| (2,2,1,2,1,1) (0,1,1,1,-) (0,3,2,0,0) (2,3,2,4J,2) (2,3,2,1,2) NS \| 9 3 5 13 10 – \| \| \| 4 \| \| Rosja (MFR) \| Rosja (MFR) \| 7 \| \| 4 \| (1) Dienis Gizatullin (2) Daniił Iwanow (3) Emil Saifutdinov (4) Roman Iwanow (5) Rienat Gafurow \| (0,0,0,d,d) (1,0,0,0,1) (1,0,0,0,0) (3,0,0,1,0J) (0,0,0,0,0) \| 0 2 1 4 0 \| \| | Bieg po biegu: 1. Sullivan, Davidsson, Gollob, Gizatulin 2. Baliński, Holder, D.Iwanow, Jonsson 3. Adams, Hampel, Sajfutdinow, Max 4. R.Iwanow, Lindgren, Schlein, Walasek 5. Crump, Karlsson, Kasprzak, Gafurow 6. Lindgren, Crump, Hampel, Gizatulin 7. Karlsson, Walasek, Sullivan, D.Iwanow 8. Holder, Davidsson, Kasprzak, Sajfutdinow 9. Adams, Gollob, Jonsson, R.Iwanow 10. Max, Baliński, Schlein, Gafurow 11. Walasek, Max, Holder, Gizatulin 12. Kasprzak, Lindgren, Adams, D.Iwanow 13. Gollob, Karlsson, Schlein, Sajfutdinow 14. Crump, Baliński, Davidsson, R.Iwanow 15. Hampel, Sullivan, Jonsson, Gafurow 16. Adams, Baliński, Karlsson, Gizatulin (d) 17. Hampel, Davidsson, Schlein, D.Iwanow 18. Crump, Walasek, Jonsson, Sajfutdinow 19. Sullivan, Kasprzak, R.Iwanow, Max 20. Gollob, Lindgren (J), Holder, Gafurow 21. Kasprzak, Schlein, Davidsson, Gizatulin (d) 22. Crump, Gollob, D.Iwanow, Max 23. Sullivan, Lindgren, Baliński, Sajfutdinow 24. Hampel, Karlsson, Holder, R.Iwanow (J) 25. Adams, Walasek, Davidsson, Gafurow |                                                                   |                 |        |
| Msc | | Drużyna / Zawodnik                                                | Biegi           | Punkty |
| 1 | | Australia (MA)                                                    | Australia (MA)  | 53     |
| 1 | (1) Ryan Sullivan (2) Chris Holder (3) Leigh Adams (4) Rory Schlein (5) Jason Crump (6) Davey Watt | (3,1,2,3,3) (2,3,1,1,1) (3,3,1,3,3) (1,1,1,1,2) (3,2,3,3,3) NS    | 12 8 13 6 14 –  |        |
| 2 | | Polska (PZM)                                                      | Polska (PZM)    | 52     |
| 2 | (1) Tomasz Gollob (2) Damian Baliński (3) Jarosław Hampel (4) Grzegorz Walasek (5) Krzysztof Kasprzak (6) Rune Holta | (1,2,3,3,2) (3,2,2,2,1) (2,1,3,3,3) (0,2,3,2,2) (1,1,3,2,3) NS    | 11 10 12 9 10 – |        |
| 3 | | Szwecja (SVEMO)                                                   | Szwecja (SVEMO) | 40     |
| 3 | (1) Jonas Davidsson (2) Andreas Jonsson (3) Mikael Max (4) Fredrik Lindgren (5) Peter Karlsson (6) Sebastian Alden | (2,2,1,2,1,1) (0,1,1,1,-) (0,3,2,0,0) (2,3,2,4J,2) (2,3,2,1,2) NS | 9 3 5 13 10 –   |        |
| 4 | | Rosja (MFR)                                                       | Rosja (MFR)     | 7      |
| 4 | (1) Dienis Gizatullin (2) Daniił Iwanow (3) Emil Saifutdinov (4) Roman Iwanow (5) Rienat Gafurow | (0,0,0,d,d) (1,0,0,0,1) (1,0,0,0,0) (3,0,0,1,0J) (0,0,0,0,0)      | 0 2 1 4 0       |        |

## Finał
W finale startuje dwóch zwycięzców półfinałów oraz dwie najlepsze reprezentacje z zawodów barażowych.

### Leszno (Finał)
21 lipca – Leszno (Polska)
| Msc | | Drużyna / Zawodnik                                                          | Biegi           | Punkty |
| --- | --- | --------------------------------------------------------------------------- | --------------- | ------ |
| 1   | | Polska                                                                      | Polska          | 55     |
| 1   | (1) Tomasz Gollob (2) Jarosław Hampel (3) Rune Holta (4) Krzysztof Kasprzak (5) Grzegorz Walasek (6) Damian Baliński               | (3,3,3,0,3) (3,3,3,2,2) (3,2,2,2,3) (3,3,2,3,3) (0,0,-,-,-) (-,-,u/w,2,2)   | 12 13 12 14 0 4 |        |
| 2   | | Dania                                                                       | Dania           | 52     |
| 2   | (1) Hans Niklas Andersen (2) Kenneth Bjerre (3) Niels Kristian Iversen (4) Nicki Pedersen (5) Bjarne Pedersen (6) Jesper B. Jensen | (2,2,2,3,1) (1,2,3,3,1) (2,3,2,1,1) (2,3,2,3,2) (2,1,3,2,3) NS              | 10 9 12 11 –    |        |
| 3   | | Australia                                                                   | Australia       | 29     |
| 3   | (1) Ryan Sullivan (2) Chris Holder (3) Leigh Adams (4) Davey Watt (5) Jason Crump (6) Rory Schlein                                 | (1,1,1,1,3) (1,2,0,-,-) (1,2,1,1,0) (3,1,0,0,0) (2,t!,3,3,1) (-,-,-,0,1)    | 7 3 5 4 9 1     |        |
| 4   | | Wielka Brytania                                                             | Wielka Brytania | 15     |
| 4   | (1) Lee Richardson (2) Simon Stead (3) Edward Kennett (4) Chris Harris (5) Scott Nicholls (6) Oliver Allen                         | (0,1,d,1,2) (0,0,1,-,0) (0,0,0,-,-) (0,0,1,2,0) (1,1,1,2!,0,2) (,-,-,-,0,0) | 4 1 0 3 7 0     |        |

## Kolejność końcowa

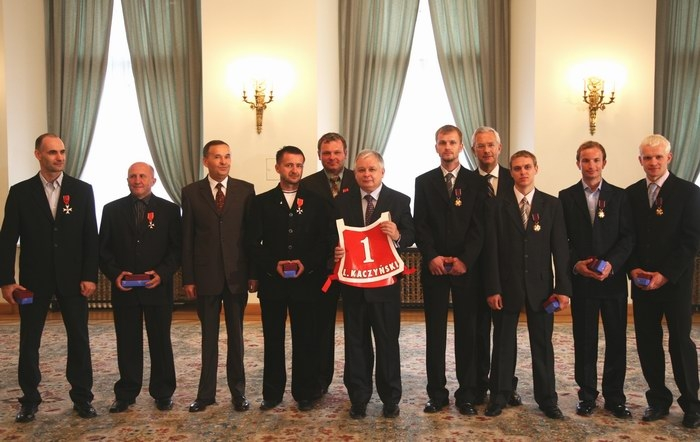
Polscy żużlowcy i trenerzy – zdobywcy tytułu Drużynowych Mistrzów Świata w Pucharze Świata na żużlu uhonorowani odznaczeniami państwowymi za zasługi dla rozwoju sportu żużlowego w Polsce z Prezydentem RP – Lechem Kaczyńskim (Pałac prezydencki, 30 lipca 2007)

| Miejsce | Reprezentacja     |
| 1       | Polska            |
| 2       | Dania             |
| 3       | Australia         |
| 4       | Wielka Brytania   |
| ------- | ----------------- |
|         |                   |
| 5       | Szwecja           |
| 6       | Rosja             |
|         |                   |
| 7       | Stany Zjednoczone |
| 8       | Finlandia         |
|         |                   |
| 9       | Czechy            |
| 10      | Niemcy            |
| 11      | Łotwa             |
| 12      | Włochy            |
| 13      | Słowenia          |
| 14      | Węgry             |